# Liste der Trainer des Cruzeiro Belo Horizonte
Die nachstehende Liste nennt die Trainer der Fußballmannschaft des Cruzeiro EC aus Belo Horizonte:

## Chronologie
| Name des Trainers               | Zeitraum                     | Bemerkung |
| ------------------------------- | ---------------------------- | --- |
|                                 | 1921–1928                    | Die Mannschaft trainierte sich selber. |
| Matturio Fabbi                  | 1928–1932                    | • 1928: Staatsmeisterschaft von Minas Gerais • 1929: Staatsmeisterschaft von Minas Gerais • 1930: Staatsmeisterschaft von Minas Gerais               |
| José Pedro Rizzo                | 1932                         | |
| Matturio Fabbi                  | 1933–1936                    | |
| Nello Nicolai                   | 1936–1937                    | |
| João Fantoni                    | 1937                         | |
| Matturio Fabbi                  | 1938–1939                    | |
| Ítalo Fratezzi                  | 1939–1943                    | |
| João Fantoni                    | 1943–1944                    | |
| Ítalo Fratezzi                  | 1944                         | |
| Carmo Trindade                  | 1944–1946                    | |
| Nello Nicolai                   | 1946                         | |
| Américo Tunes                   | 1946                         | |
| Ítalo Fratezzi                  | 1946–1947                    | |
| Fumanchu                        | 1947–1948                    | |
| Niginho                         | 1948–1949                    | |
| Geraldo Souza                   | 1950–1951                    | |
| Juvenal Pereira                 | 1951                         | |
| Cristóvão Colombo               | 1952                         | |
| Ricardo Diéz                    | 1953                         | |
| Niginho                         | 1953–1955                    | |
| Filpo Núñez                     | 1955                         | |
| Ítalo Fratezzi                  | 1955–1956                    | |
| Artur Nequessaurt               | 1956                         | |
| Ayrton Moreira                  | 1957                         | |
| Gérson dos Santos               | 1957                         | |
| Cristóvão Colombo               | 1957                         | |
| Artur Nequessaurt               | 1958                         | |
| Danilo Alvim                    | 1958                         | |
| Gérson dos Santos               | 1958–1959                    | |
| João Fantoni                    | 1959                         | |
| Niginho                         | 1959–1961                    | |
| Gérson dos Santos               | 1962                         | |
| Geninho                         | 1962                         | |
| Gilson Santana                  | 1962                         | |
| Niginho                         | 1962–1963                    | |
| Martim Francisco                | 1963                         | |
| Adelino Testi                   | 1964                         | |
| Marão                           | 1964                         | |
| Ayrton Moreira                  | 1964–1967                    | • 1966: Taça Brasil 1966 Erster nationaler Meistertitel                                                                                              |
| Orlando Fantoni                 | 1967–1968                    | |
| Ílton Chaves                    | 1968–1969                    | |
| Gérson dos Santos               | 1969–1970                    | |
| Ílton Chaves                    | 1970                         | |
| Filpo Núñez                     | 1970                         | |
| Ílton Chaves                    | 1970–1971                    | |
| João Crispim                    | 1971                         | |
| Orlando Fantoni                 | 1971–1972                    | |
| Dorival Knippel                 | 1972                         | |
| Brito                           | 1972                         | |
| Ílton Chaves                    | 1972–1975                    | |
| Antônio Lacerda Filho           | 1975                         | |
| Moacir Rodrigues                | 1975                         | |
| Zezé Moreira                    | 1975–1977                    | • 1976: Copa Libertadores 1976 |
| Dorival Knippel                 | 1977                         | • Staatsmeisterschaft von Minas Gerais |
| Antônio Lacerda Filho           | 1977                         | |
| Aymoré Moreira                  | 1977–1978                    | |
| Procópio Cardoso                | 1978                         | |
| João Francisco Nóbrega da Silva | 1978                         | |
| José Duarte                     | 1978–1979                    | |
| Barbatana                       | 1979                         | |
| Ílton Chaves                    | 1979–1980                    | |
| Tim                             | 1980                         | |
| Procópio Cardoso                | 1981                         | |
| Cláudio Galbo Garcia            | 1981                         | |
| Didi                            | 1981–1982                    | |
| Dorival Knippel                 | 1982                         | |
| Orlando Fantoni                 | 1983                         | |
| Ílton Chaves                    | 1983–1984                    | |
| Osvaldo Brandão                 | 1984                         | |
| João Francisco Nóbrega da Silva | 1984–1985                    | |
| Moraes                          | 1985                         | |
| Procópio Cardoso                | 1986                         | |
| Jair Bala                       | 1986                         | |
| Carlos Alberto Silva            | 1986–1987                    | |
| Rui Guimarães                   | 1987                         | |
| João Avelino Gomes              | 1987                         | |
| Raul Plassmann                  | 1987                         | |
| Paulo de Almeida Ribeiro        | 1987                         | |
| Jair Pereira da Silva           | 1987–1988                    | • 1987: Staatsmeisterschaft von Minas Gerais |
| Carlos Alberto Silva            | 1988                         | |
| Rui Guimarães                   | 1988                         | |
| Antônio Lacerda Filho           | 1988                         | |
| Chico Formiga                   | 1988                         | |
| Ênio Vargas de Andrade          | 1989                         | |
| Carlos Alberto Silva            | 1989                         | |
| João Francisco Nóbrega da Silva | 1989                         | |
| Antônio Lacerda Filho           | 1989                         | |
| Ênio Vargas de Andrade          | 1990                         | |
| José Luiz Carbone               | 1990                         | |
| Davi Ferreira                   | 1990                         | |
| Evaristo de Macedo              | 1991                         | |
| Ênio Vargas de Andrade          | 1991–1992                    | • 1991 Supercopa Sudamericana |
| Jair Pereira da Silva           | 1992                         | • 1992 Supercopa Sudamericana |
| Carlos Alberto Silva            | 1993                         | |
| João Carlos Batista Pinheiro    | 1993                         | • Copa do Brasil |
| José Maurício de Freitas        | 1993                         | |
| Ênio Vargas de Andrade          | 1994                         | |
| Palhinha                        | 1994                         | |
| Nelinho                         | 1994                         | |
| Ênio Vargas de Andrade          | 1995                         | Copa de Oro Nicolás Leoz |
| Carlos Alberto Silva            | 1995                         | Copa Master de Supercopa |
| Jair Pereira da Silva           | 1995                         | |
| Ênio Vargas de Andrade          | 1995                         | |
| Antônio Lopes dos Santos        | 1995                         | |
| Levir Culpi                     | 1996                         | • Staatsmeisterschaft von Minas Gerais • Copa do Brasil                                                                                              |
| Oscar                           | 1997                         | |
| Paulo Autuori                   | 1997                         | • Staatsmeisterschaft von Minas Gerais • Copa Libertadores                                                                                           |
| Wantuil Rodrigues               | 1997                         | |
| Nelsinho Baptista               | 1997                         | |
| Levir Culpi                     | 1998–1999                    | • 1998: Staatsmeisterschaft von Minas Gerais • 1998: Recopa Sudamericana • 1999: Copa dos Campeões Mineiros • 1999: Copa Centro-Oeste 1999           |
| Paulo Autuori                   | 1999–2000                    | |
| Marco Aurélio Moreira           | 2000                         | • Copa do Brasil |
| Luiz Felipe Scolari             | 2000–2001                    | • 2001: Copa Sul-Minas 2001 |
| Paulo César Carpegiani          | 2001                         | |
| Ivo Wortmann                    | 2001                         | |
| Marco Aurélio Moreira           | 2001–2002                    | • 2002: Copa Sul-Minas 2002 |
| Ney Franco                      | 2002                         | • Interimstrainer |
| Vanderlei Luxemburgo            | 2002–2004                    | • 2003: Staatsmeisterschaft von Minas Gerais • 2003: Copa do Brasil • 2003: zweiter brasilianischer Fußballmeistertitel                              |
| Paulo César Gusmão              | 2004                         | • Staatsmeisterschaft von Minas Gerais |
| Ney Franco                      | 2004                         | • Interimstrainer |
| Emerson Leão                    | 2004                         | |
| Ney Franco                      | 2004                         | • Interimstrainer |
| Marco Aurélio Moreira           | 2004                         | |
| Ney Franco                      | 2004                         | • Interimstrainer |
| Levir Culpi                     | 2005                         | |
| Paulo César Gusmão              | 2005–2006                    | |
| Oswaldo de Oliveira             | 2006                         | |
| Paulo Autuori                   | 2007                         | |
| Émerson Ávila                   | 2007                         | • Interimstrainer für ein Spiel |
| Dorival Júnior                  | 2007                         | |
| Adílson Batista                 | 2008–Juni 2010               | • 2008: Staatsmeisterschaft von Minas Gerais • betreute die Mannschaft in 40 Copa-Libertadores-Spielen (Rekord)                                      |
| Emerson Ávila                   |                              | • Interimstrainer Juni 2010 |
| Cuca                            | Juni 2010–Mai 2011           | • 2011: Staatsmeisterschaft von Minas Gerais |
| Joel Santana                    | 2011                         | |
| Emerson Ávila                   |                              | • Interimstrainer 2011 |
| Vagner Mancini                  | September 2011–Mai 2012      | |
| Celso Roth                      | Mai 2012–Dezember 2012       | |
| Marcelo Oliveira                | Dezember 2012–Juni 2015      | • 2013: dritter brasilianischer Fußballmeistertitel • 2014: Staatsmeisterschaft von Minas Gerais • 2014: vierter brasilianischer Fußballmeistertitel |
| Vanderlei Luxemburgo            | Juni 2015–August 2015        | |
| Mano Menezes                    | August 2015–Dezember 2015    | |
| Deivid                          | Dezember 2015–April 2016     | |
| Geraldo Delamore                |                              | • Interimstrainer April 2016 für drei Spiele (zwei Copa do Brasil, eins Série A 2016)                                                                |
| Paulo Bento                     | Mai 2016–Juli 2016           | |
| Mano Menezes                    | Juli 2016–August 2019        | • 2017: Copa do Brasil • 2018: Staatsmeisterschaft von Minas Gerais • 2018: Copa do Brasil • 2019: Staatsmeisterschaft von Minas Gerais              |
| Rogério Ceni                    | August 2019–September 2019   | |
| Abel Braga                      | September 2019–November 2019 | |
| Adílson Batista                 | November 2019–März 2020      | |
| Enderson Moreira                | März 2020–September 2020     | |
| Ney Franco                      | September 2020–Oktober 2020  | |
| Luiz Felipe Scolari             | Oktober 2020–Januar 2021     | |
| Célio Lúcio (Interimstrainer)   | Januar 2021                  | |
| Felipe Conceição                | Januar 2021–Juni 2021        | |
| Mozart                          | Juni 2021–Juli 2021          | |
| Vanderlei Luxemburgo            | August 2021–Dezember 2021    | |
| Paulo Pezzolano                 | Januar 2022–März 2023        | |
| Pepa                            | März 2023–August 2023        | |
| Fernando Seabra                 | September 2023               | Interimstrainer für ein Spiel der Série A 2023 |
| Zé Ricardo                      | September 2023–November 2023 | |
| Paulo Autuori                   | November 2023–Dezember 2023  | Interimstrainer für vier Spiele bis Ende der Série A 2023                                                                                            |
| Nicolás Larcamón                | Januar 2024–April 2024       | |
| Fernando Seabra                 | April 2024–September 2024    | |
| Fernando Diniz                  | September 2024–Januar 2025   | |
| Leonardo Jardim                 | Februar 2025–                | |

## Statistik
| Name des Trainers      | Anzahl Spiele |
| ---------------------- | ------------- |
| Hilton Chaves          | 389           |
| Levir Culpi            | 257           |
| Niginho                | 247           |
| Mano Menezes           | 235           |
| Ayrton Moreira         | 200           |
| Matturio Fabbi         | 190           |
| Ênio Vargas de Andrade | 187           |
| Orlando Fantoni        | 172           |
| Adílson Batista        | 170           |
| Marcelo Oliveira       | 169           |